# سلبوج

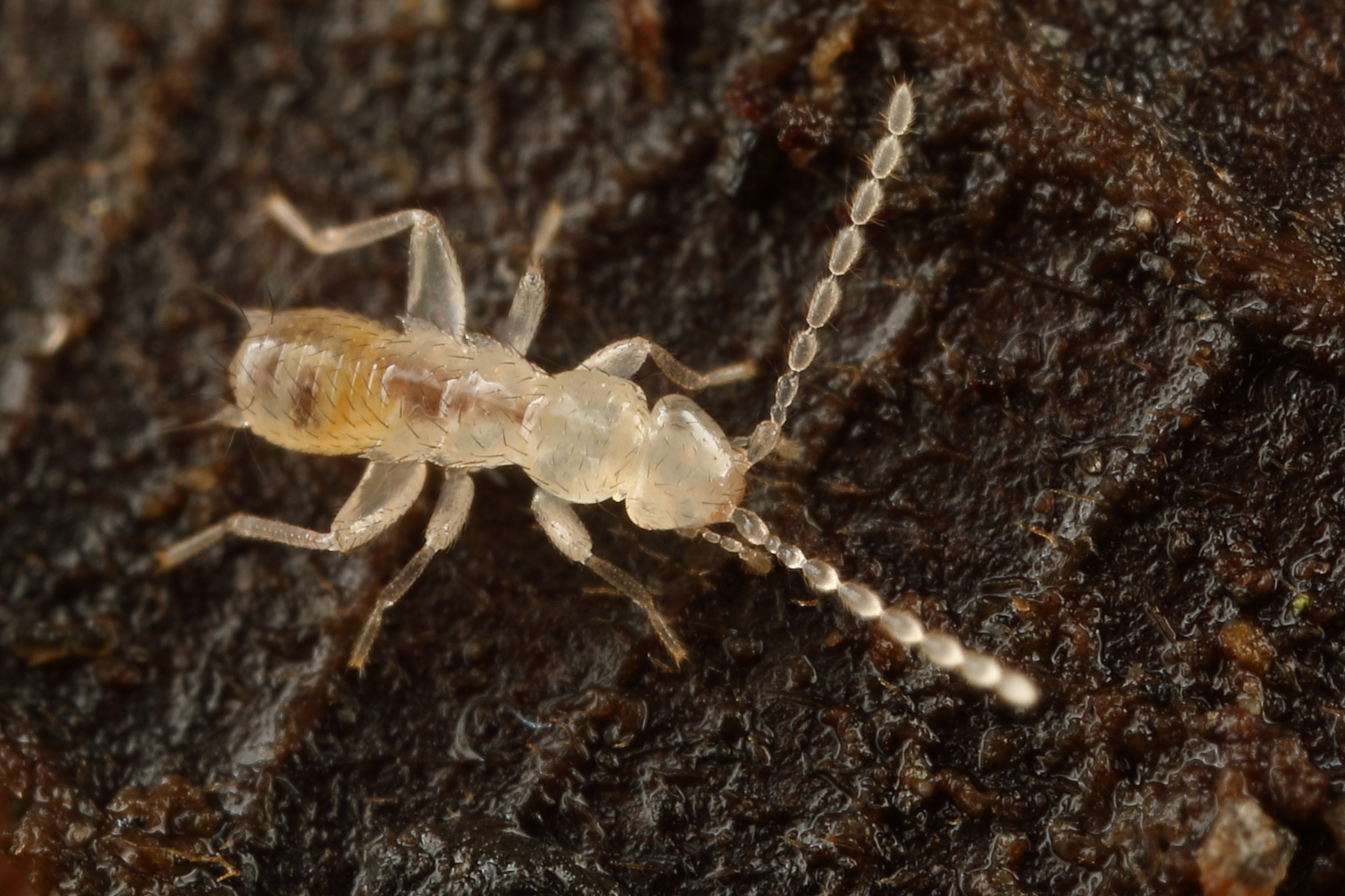

السُّلبُوج هو جنس من السلبوجيات.